# Psychische Deprivation
Als psychische Deprivation (von lateinisch deprivare = berauben) bezeichnet man den psychischen Zustand des Organismus, der durch ungenügende Befriedigung der grundlegenden seelischen Bedürfnisse entsteht. Dieser Zustand kann entstehen, wenn es nicht gelingt, eine enge und von intensiven Gefühlen geprägte Beziehung zum Mitmenschen aufzubauen (Bindungstheorie). Der Begriff psychische Deprivation geht auf Zdeněk Matějček zurück.

## Begriffliche Abgrenzung
Der Begriff bezieht sich ausschließlich auf ein psychisches Mangelleiden, von dem in erster Linie das in Entwicklung begriffene Kind betroffen sein kann. Daneben wird Deprivation als Mangelleiden infolge ungenügender Ernährung (physische Deprivation), mangelnder Sinnesreize (sensorische Deprivation), mangelnder sprachlicher Stimulation (Sprachliche Deprivation), sozialer Isolation (Soziale Deprivation) usw. unterschieden. Enger gefasste Deprivationsbegriffe werden für die mangelnde Gefühlsbindung zwischen Mutter und Kind (maternal deprivation; Mary Ainsworth) und zwischen Vater und Kind (paternal deprivation) sowie für die Folgen eines längeren Krankenhaus- oder Heimaufenthaltes (Hospitalismus) usw. verwendet. Ein weiter gefasster Begriff wird für den Mangel an Erziehung (pädagogisches Defizit) verwendet. Matějček vermeidet absichtlich den Begriff „Deprivationssyndrom“, weil er dazu verleiten könne, darunter eine inhaltlich genau definierte Gruppe von pathologischen Merkmalen zu verstehen, die sich ebenso diagnostizieren ließen wie andere somatische oder psychische Erkrankungen.
Die Psychische Deprivation kann auch mehrschichtig begriffen werden, in dem die Bedingungen des Mangels für eine wirksame Interaktion des Kindes mit der Umwelt differenziert werden:
1. Mangel an der Gesamtstimulation (Menge, Intensität und Art der Reize)
2. Mangel an Gelegenheiten für ein wirksames Lernen bzw. für das Begreifen kognitiver Struktur
3. Mangel an Voraussetzungen für das Aufbauen einer spezifischen Beziehung bzw. an emotionaler Abhängigkeit, die zur inneren Sicherheit verhilft
4. Mangel an Voraussetzungen für die Aneignung persönlich-sozialer Rollen (keine soziale Unabhängigkeit, fehlende Identität).

## Theorie der psychischen Deprivation
Es gibt (noch) keine einheitliche Theorie der psychischen Deprivation. Matějček unterscheidet vier psychische Grundbedürfnisse (von denen immer zwei polar sind) als Grundtendenz des Menschen zum aktiven Kontakt mit der umgebenden Welt. Alfred Adler sprach von der „Sozialnatur“ des Menschen.
- Das Bedürfnis nach Variabilität, das Veränderlichkeit der Reize (Menge, Modalität, Intensität) und neue fortschreitende Stimulation einschließt.
- Das Bedürfnis nach Stabilität, um im Wechsel der Geschehnisse eine Dauerstruktur, Ordnung und Gesetzmäßigkeit zu finden und damit eine Kontinuität von Vergangenem, Gegenwärtigem und Künftigem herzustellen.
- Das Bedürfnis nach Abhängigkeit (Liebe, Bindung Beziehung), als Bindung zu spezifischen Menschen im Besonderen und zur Außenwelt im Allgemeinen, die zum Fundament der Lebenssicherheit wird.
- Das Bedürfnis nach Unabhängigkeit, mit der persönlichen Separation von der Umwelt zur Erreichung der Autonomie, bewussten Identität oder sozialen Rolle im sozialen Netz der Welt.

Erst wenn das Kind die Einzigartigkeit und Dauerhaftigkeit der Umweltobjekte und deren persönlichen Sinn und Wert kennenlernt, kann es zu ihnen spezifische Beziehungen bilden. Wenn sich ein Kind normal entwickeln soll, müssen alle seine Grundbedürfnisse harmonisch – der jeweiligen Entwicklungsphase angepasst – befriedigt sein. Werden diese Bedürfnisse über einen längeren Zeitraum und in erheblichem Ausmaß nicht oder nur einseitig befriedigt, wird die psychische Entwicklung des Kindes ungünstig beeinflusst. In der Umwelt des Kindes braucht es gewisse Bedingungen, die die Befriedigung der psychischen Grundbedürfnisse erlauben. Alle Kulturen und die in ihnen bestehenden Erziehungssysteme rechnen mit einer gewissen Regulierung (Angebot an Stimulationen, Einführung in die Ordnung der Dinge und Handlungen, Art des Kontaktes mit dem Kind, Zeitpunkt der Unabhängigkeit) in dieser Richtung.

## Geschichte der Deprivationsforschung
In der Menschheitsgeschichte wurden mehrfach Behauptungen aufgestellt, ein Herrscher habe Experimente mit Kleinkindern durchgeführt, in denen nicht mit ihnen gesprochen wurde (z. B. durch eine stumme Pfleger) oder sie z. T. sogar bewusst emotional vernachlässigt wurden, um die Ursprache der Menschheit – d. h. ohne das Sprachvorbild von Bezugspersonen – herauszufinden: Der antike griechische Geschichtsschreiber Herodot (ca. 485–425 v. Chr.) behauptete das über den 200 Jahre früher lebenden Pharao Psammetich I. (664–610 v. Chr.), Salimbene von Parma über den von ihm überaus negativ gesehenen römisch-deutschen Kaiser Friedrich II. von Hohenstaufen (1194–1250) und spätere Autoren über Jakob IV. von Schottland (1473–1513) und den indischen Großmogul Akbar (1542–1605); mindestens die Versuchs-Kinder von Friedrich II. sollen an der Vernachlässigung gestorben sein. Allerdings ist der Wahrheitsgehalt solcher Behauptungen mehr als unsicher: Kritische Autoren weisen die Behauptungen experimentellen Kindesmissbrauchs vor allem durch Psammetich I. und Jakob IV. vermutlich aber auch die angeblich tödlichen Versuche durch Friedrich II. als sehr unwahrscheinlich zurück; allein das Experiment von Akbar habe wohl stattgefunden, aber dort wurden die Kinder wohl lediglich durch stumme Ammen aufgezogen, ohne dass eine emotionale Vernachlässigung berichtet würde. Seit dem 20. Jahrhundert geistert vor allem das angebliche Experiment Friedrichs II. durch einige psychologische oder pädagogische Veröffentlichungen, als vermeintlicher Beweis für die (lebens)wichtige Bedeutung emotionaler Zuwendung für Kleinkinder.
Ein spanischer Bischof schrieb in seinem Tagebuch von 1760: Im Findelhaus wird ein Kind traurig, und viele gehen durch ihre Traurigkeit zugrunde.
Ein wesentlicher Beitrag zu dieser Thematik wurde von dem österreichischen Pädiater Meinhard von Pfaundler geleistet. Er konnte nachweisen, dass Spitalsschädigungen bei Säuglingen und Kindern in Kliniken mit der Muttertrennung in Verbindung zu bringen sind (von daher die Bezeichnung Hospitalismus, bisweilen auch Hospitalmarasmus genannt). Dies ist nicht nur ein Thema für Institutionen, in denen Kinder untergebracht werden, sondern es gibt Hospitalismus auch in Familien (Kindesvernachlässigung).
Weitere systematisch-wissenschaftlichen Arbeiten stammen aus den 1930er Jahren von der Wiener Schule Charlotte Bühlers. Von dieser Grundlage gehen die umfangreichen psychoanalytisch orientierten Studien von René A. Spitz aus, die er in seinem Buch Vom Säugling zum Kleinkind darlegte. Harry Harlow konnte in Tierexperimenten nachweisen, dass auch bei Primaten psychische Störungen auftraten, wenn keine adäquate Mutter-Kind-Beziehung aufgebaut werden konnte. John Bowlby fasste für die WHO 1952 in Maternal care and mental health und 1962 zusammen mit Ainsworth in Deprivation of Maternal Care die internationalen Ergebnisse der bisherigen Forschung zusammen. Die überwiegende Mehrheit der modernen Arbeiten über die Kinderentwicklung stützt sich auf die Bindungstheorie von John Bowlby und Mary Ainsworth.

## Ursachen der Deprivation
Die Ursachen psychischer Deprivation sind sehr vielfältig (zum Beispiel Depression bei der Mutter). Im Allgemeinen können es Lebenssituationen wie Isolation oder Trennung (Separation) sein, in denen dem Subjekt (Kinder, Erwachsene, Primaten) nicht in ausreichendem Maße und für genügend lange Zeit die Möglichkeit zur Befriedigung seiner grundlegenden psychischen Bedürfnisse gegeben wird.

### Isolation und ihre Folgeerscheinungen
Ainsworth empfahl 1961 nur diejenigen Situationen als Isolation zu bezeichnen, in denen sich noch keine spezifische Beziehung zur ersten Bezugsperson (Mutter, Vater usw.) hatte entwickeln können. Beispiele schwerster Isolation sind die sogenannten Wolfskinder oder der Fall Kaspar Hauser. Die totale Isolation von menschlicher Gemeinschaft ist die schwerste Deprivationssituation. Als deren Folge ist das Kind in der geistigen und körperlichen Entwicklung stark zurückgeblieben, die Sprache nicht entwickelt und nützliche soziale Gewohnheiten sind nicht ausgebildet. Geschwindigkeit und Ausmaß der Erholungsfähigkeit hängen vom Schweregrad der Deprivation ab. Auch wenn es zur Besserung der intellektuellen Entwicklung kommt, bleiben gewöhnlich schwere Störungen der Persönlichkeit zurück.

### Trennung und ihre Folgeerscheinungen
Als Trennung oder Separation wird eine Situation bezeichnet, bei der es zu einer Unterbrechung schon existierender spezifischer Beziehungen zwischen dem Kind und seiner sozialen Umgebung kommt. Kürzere und längere Trennungen sind eine normale, häufig vorkommende Lebenssituation und deren Auswirkungen können je nach den individuellen Entwicklungs- und Persönlichkeitsbedingungen sehr verschieden sein.

### Heimkinder
Untersuchungen, die die Entwicklung von Heimkindern mit Familienkindern vergleichen, zeigen bei den Heimkindern fast immer eine gewisse intellektuelle und emotionale Entwicklungsverzögerung (Retardierung) bezüglich Sprachentwicklung und sozialem Verhalten, sowie Ängstlichkeit und Aggressivität. Das Heimmilieu wirkt sich auf Kinder bis drei oder fünf Jahren besonders nachteilig aus. Beobachtungen innerhalb bestimmter Zeitabstände zeigten, dass Säuglinge, die in Familien aufwuchsen, 75 % ihrer Wachzeit Kontakt mit anderen Menschen hatten und nur 25 % dieser Zeit passiv den Handlungen ihrer Beziehungspersonen folgten. Bei Heimkindern war es je nach Betreuungsschlüssel fast umgekehrt.
Bessere Entwicklungsbedingungen können aber durch wirkungsvolle Maßnahmen (ständige positive persönliche Beziehung zwischen Erzieher und Kind, sensorische Anregung, heilpädagogische Einstellung, kleine Kindergruppen, Anpassung an die Familienerziehung usw.) erreicht werden. Die Entwicklungsunterschiede der einzelnen Heimkinder hängen vor allem davon ab, wie sie aufgrund ihrer individuellen psychischen Grundausstattung mit dem Heimmilieu interagieren.

### Partielle Gemeinschaftserziehung
Die Gefahr einer Deprivation hängt in erster Linie von folgenden drei Faktoren ab: Erstens in welchem Ausmaß die Einrichtungen der Gemeinschaftserziehung die Erziehung der Familie ergänzen oder ersetzen. In Wocheneinrichtungen (Wochenkrippen, Wochenkindergärten, Internate), aus denen die Kinder nur am Wochenende nach Hause kommen, wird die Erziehung der Familie fast völlig ersetzt. Siehe Wochenkrippen. Zweitens vom Alter der Kinder (Säuglinge, Kleinkinder, Kindergärtner, Schulen mit Horte) und drittens von der Betreuungsform (Betreuungsschlüssel, Kleingruppen, Tagespflege, Anregungswert usw.) und der Persönlichkeit der Erzieher (Bindungsverhalten, Erfahrung und Bildung, Ausgeglichenheit und Stabilität). Bei einer teilweisen Gemeinschaftserziehung (Tageseinrichtungen wie Kinderkrippe, Kindergarten, Schulhort, Ganztagsschule usw.) spielen die Familie und die Einstellung zum Kind eine wichtige Rolle und haben einen großen Einfluss auf die fruchtbare erzieherische Zusammenarbeit und einen wirksamen Entwicklungsstimulus. Als komplizierende Faktoren, die elterlicherseits etwa als Reaktion auf die Trennung vom Kind in Erscheinung treten, wurden zum Beispiel übertriebene Angst, Schuldgefühle, eine Kompensation der Trennung durch vorbehaltlose Nachgiebigkeit sowie ein Drang nach stetiger Sicherung der Liebe des Kindes festgestellt. Die teilweise Gemeinschaftserziehung (Tageskrippe) kann dort einen positiven Einfluss ausüben, wo die Erziehung in der Familie vernachlässigt wird oder emotional unausgeglichen ist.
Als wichtigster Gesichtspunkt beim Vergleich verschiedener Betreuungsformen ist das Alter des betreuten Kindes zu berücksichtigen. Vom Säuglingsalter bis im Alter von drei Jahren ist das Kind stark von der Person des erwachsenen Erziehers abhängig. Für Matějček haben Krippen für Kleinkinder im Wesentlichen eine „Behelfsfunktion“, wobei vor allem zwei Probleme bei Krippenkindern festgestellt wurden: Anpassungsschwierigkeiten und eine zwei- bis dreimal höhere Krankheitsanfälligkeit verglichen mit Familienkindern. Während das Gefährdungspotential für psychische Deprivation bei einer Dauerbetreuung von Kindern unter drei Jahren in Heimen als „gefährlich“ angesehen werden muss, ist ihre Situation in Tageskrippen höchstens „belastend“. Bei Tageskrippenkindern bleibt die Gefühlsbindung zu Mutter und Vater und zum Daheim bestehen, doch unterliegt sie einer gewissen Belastung; weil sie durch zusätzliche unbeständige Beziehungen ergänzt wird. Unter optimalen Verhältnissen konnten keine wesentlichen Unterschiede bei der somatischen und seelischen Entwicklung von Tageskrippenkindern und Familienkindern festgestellt werden.

### Familie
Der Familie kommt auch in der heutigen Gesellschaft eine zentrale Bedeutung für die psychische Entwicklung zu. Die partiellen Gemeinschaftseinrichtungen (Kinderkrippen usw.) können die Erziehung in der Familie wohl ergänzen aber nicht ersetzen. Während am Lebensanfang in der Regel die Mutter die erste Bezugsperson ist, spielt mit zunehmendem Alter des Kindes jedes Familienmitglied (Vater, Geschwister) eine Rolle, um die lebenswichtigen Bedürfnisse (physische, emotionale, intellektuelle und moralische) zu erfüllen. Später werden auch das soziale Umfeld der Familie und ihre Einbettung in der Gemeinschaft für die Entwicklung der kindlichen Persönlichkeit wichtig. Ist die Familie nicht in die Gemeinschaft integriert (Emigrantenfamilien, Prominentenfamilien usw.) kann sich das nachteilig auswirken. Die Gesamtatmosphäre der Familie mit ihrem engen Zusammenleben aller Mitglieder bestimmt die Persönlichkeit des Kindes nachhaltig. Wenn eine der wichtigsten Beziehungspersonen fehlt und sich nicht ersetzen lässt, ist das Kind in besonderer Weise durch Deprivation bedroht, wobei der Zeitpunkt des Ausfalles und dessen Ursache (uneheliches Kind, Scheidung, Tod, Militärdienst, Krieg) unterschiedlich zur Deprivation beitragen. Die größte Gefahr für die Entwicklung eines Kleinkindes bildet die fehlende Mutter, wenn sie nicht adäquat ersetzt werden kann. Die bisherige Entwicklungstheorie des Säuglings und Kleinkinds hat sich allerdings mit der Rolle des Vaters kaum befasst und lässt in dieser Hinsicht keine gesicherten Aussagen zu.
Der Mangel an einer formal vollständigen Familie kann von den verbliebenen Familienmitgliedern durch liebevolle Zuwendung kompensiert werden. Deshalb können auch Kinder aus vater- oder mutterlosen Familien gesund heranwachsen. Es gibt jedoch auch grob verwahrlosende oder gewalttätige Familienverhältnisse, bei denen die Kinder bei einer Einweisung in ein Kinderheim aufblühen. Ob die Berufstätigkeit der Eltern oder auch des alleinerziehenden Elternteils sich ungünstig auf die Entwicklung auswirkt, hängt unter anderem davon ab, ob der Beruf Befriedigung gibt und ob genügend Zeit bleibt, um für die Entwicklung ihres Kindes sorgen zu können und eine gute Ersatzpflege vorhanden ist.
Ein mangelnder emotionaler Austausch zwischen Eltern und Kind kann auch Ursache für eine Depression, Neurose oder Psychose sein. Kinder die sich durch die Atmosphäre von Gefühlskälte in einem Zustand vollständiger emotionaler Isolierung befinden, haben vielfach einen einseitigen emotionalen Entwicklungsrückstand, weil sie nur intellektuell gefördert werden. Noch schwerer wirken ausgesprochene Gefühlsablehnung, Feindseligkeit oder Grausamkeit, wodurch die Kinder emotional und sozial isoliert sind und schwer traumatisiert werden.

### Im Individuum angelegte Bedingungen der Deprivation
Unter psychischer Deprivation ist die individuelle Verarbeitung mangelnder gefühlsmäßiger Anregung, dem das Kind in einer Deprivationssituation ausgesetzt ist, zu verstehen. Das Bindungsstreben geht aktiv vom Säugling aus, da seine Bedürfnisbefriedigung in den ersten Lebensmonaten auf der Ebene emotionaler Wahrnehmung geschieht. In der Dyade von Mutter und Kind entsteht dann durch das kontinuierliche emotionale Interesse der Mutter am Kind ein gefühlsmäßiger Austausch, der zur Grundlage für diese und weitere Beziehungen wird.
Die gleichen Deprivationsbedingungen können sich je nach Alter und Entwicklungsstand auf Kinder unterschiedlich auswirken. In den ersten sechs Monaten reagieren Säuglinge bei einem Mangel an verschiedenartigen sinnlichen und emotionellen Anregungen und Reizen mit undifferenzierten, globalen psychosomatischen Reaktionen. In dieser Entwicklungsphase braucht das Kind eine elementare unspezifische soziale Stimulation. Ungefähr nach dem siebten Lebensmonat sind es anaklitische oder analoge Reaktionen, die bei einem Mangel plötzlich und mit voller Kraft auftreten. Zu diesem Zeitpunkt ist das Kind in der Lage, das Gesicht der Mutter oder die Hauptbezugsperson von anderen (fremden) Personen zu unterscheiden und hat nun das Bedürfnis, eine spezifische Beziehung, die ihm ein Sicherheitsgefühl gibt, zu ihr aufzubauen. Bei Kindern, die eine solche Beziehung nicht entwickeln konnten, ist die Fähigkeit, Beziehungen zu Menschen aufzunehmen, schwer und oft dauerhaft geschädigt. Die Empfindlichkeit auf diese Art von Deprivation dauert etwa bis zum dritten Lebensjahr. Auch relativ kurze Trennungen von der Mutter bzw. der Bezugsperson können in dieser Zeit Störungen hervorrufen. Nach dem dritten Lebensjahr findet eine Ausweitung der Beziehungen auf die ganze Familie einschließlich Geschwistern und Großeltern statt, und sie gibt dem Kind nun die emotionalen Reize für sein Sicherheitsgefühl. Bei ungenügender Stimulation kann nun anstelle der mütterlichen Deprivation die Familiendeprivation auftreten. Mit etwa sechs Jahren ist das gut entwickelte Kind so selbstständig (schulreif), dass es neue Beziehungen außerhalb der Familie (Nachbarskinder, Lehrer, Schulklasse) aufbauen und eine zeitweilige Trennung von der Familie aushalten kann.

## Diagnose von Deprivationsschäden
Die Diagnose einer Deprivationsstörung erfordert aufgrund ihrer Komplexität die interdisziplinäre Zusammenarbeit von Eltern, Kinder- und Jugendlichen-Psychotherapeut, Pädiater, Kinder- und Jugendpsychiater, Psychologe, Sozialarbeiter, Pädagoge, eventuell Neurologe usw. Dabei müssen der Zustand des Kindes (physische und psychische Entwicklung, Defizite und Stärken), die Familiensituation (Persönlichkeit der Eltern, Trennungserlebnisse) und die sozialen, ökonomischen und kulturellen Gegebenheiten und Erziehungsmöglichkeiten abgeklärt und bewertet werden.
Im klassischen Bild der psychischen Deprivation eines kleinen Kindes findet man unter anderem meist einen markanten Rückstand in der Sprachentwicklung, da die Sprache sich ausschließlich über die Beziehung entwickelt. Neben ausgeprägt auftretendem Stammeln, ist die Verspätung in Bezug auf die Grammatik und der arme Wortschatz auffallend. Persönliche Fürwörter und Satzverbindungen lernen sie sehr spät (über das 3. Lebensjahr hinaus) zu benutzen. Die frühe Unerfahrenheit im Vergleichen von wirklichen Gegenständen mit ihrer Abbildung ergibt eine Verzögerung beim Begreifen des symbolischen Charakters eines graphischen Zeichens, worin eine der Wurzeln ihres Misserfolges im Lesen und Schreiben in den ersten Klassen gesehen wird.
Die rechtzeitige Diagnose erhöht die Chancen für die Wirksamkeit von Heil- und erzieherischen Maßnahmen. Pädiater und Erzieher sollten deshalb die Symptome von Deprivationsfolgen kennen.

## Therapeutische Maßnahmen
Zu den therapeutischen Maßnahmen zählen die Reaktivierung (angemessene Zufuhr von Reizen), das Neu-Lernen (Reididaxis, Heillernen), die Reedukation (Psychotherapie) und die Resozialisation (Soziotherapie, Familientherapie). Die gewöhnlich ungenügende Befriedigung der emotionalen Bedürfnisse des Kindes kann durch die Korrektur der bisherigen emotionalen Erfahrungen behoben werden. Dazu muss eine enge Gefühlsbindung zwischen Therapeut und Kind aufgebaut werden, die dann für das Kind zur Brücke für schrittweise neue, reichere und realistischere Beziehungen werden kann. Die Persönlichkeit des Therapeuten ist normalerweise für den therapeutischen Erfolg entscheidender als die Art der therapeutischen Methode.
Die ersten Studien in den 1940er Jahren waren in Bezug auf den Erfolg von therapeutischen Maßnahmen noch sehr pessimistisch. Obwohl diese heute optimistischer beurteilt werden, bleibt die Therapie und Heilung solcher Kinder oft sehr langwierig. Deshalb kommt der wirksameren und ökonomischeren Prophylaxe eine besondere Bedeutung zu. Es ist wahrscheinlich, dass wenn mit therapeutischen Maßnahmen vor dem achten bis zehnten Lebensjahr begonnen wird, eine mehr oder weniger vollständige Rückbildung der Deprivation erwartet werden kann. Es gibt jedoch noch die ganze Schulzeit hindurch und auch später Ansatzpunkte (Erfolg im Sport, Berufsübergang, Ehe, Elternrolle, Übernahme von Verantwortung für Mitmenschen usw.), an denen eine Beeinflussung der Deprivation ansetzen kann. Eine Unterbringung in einer guten Pflegefamilie, eventuell mit Unterstützung von Fachleuten, kann in vielen Fällen sehr hilfreich sein.

## Präventivmaßnahmen
Bei der Prävention muss grundsätzlich beachtet werden, dass die Reize aus der Umwelt der Entwicklungsstufe des Kindes entsprechen sollten, weil eine zu frühe oder verspätete Stimulation unwirksam oder schädlich sein können. Die grundlegenden Voraussetzungen (Sinngebung, Verhaltensregeln, Stabilität der Umgebung) für das intellektuelle und soziale Lernen müssen gesichert sein. Für eine gesunde Entwicklung sind dauerhafte positive Beziehungen zwischen dem Kind und den primären Erziehern notwendig. Dem Kind muss die Eingliederung in die Gemeinschaft ermöglicht werden.
Eine besondere Bedeutung kommt der Aufklärung der Eltern über Fragen des Zusammenlebens der Ehepartner, der Entwicklungspsychologie und Pädagogik des Kindes, der inneren Einstellung zur frühzeitigen Erziehung der Kinder, der gesellschaftlichen Werte usw. zu. Lange bevor das Kind geboren wird, bilden sich die Eltern ihre Einstellung zu ihm, aufgrund ihrer eigenen Kindheitserfahrungen und ihren Beziehungen zu den eigenen Eltern. Nach Matějček dient die Aufklärung der Eltern, die der Deprivation der Kinder einer Generation vorbeugt, zugleich der Prävention von Deprivation künftiger menschlicher Generationen.
Präventivmaßnahmen erfordern flankierende Maßnahmen durch die Sozialpolitik des Staates, die Aufklärung der Öffentlichkeit und von jungen Eltern, Paar- und Familienberatung, ein Gesundheitsdienst als Auffangnetz für durch Deprivation bedrohte Kinder, Hilfen für unvollständige und zerrüttete Familien, Unterstützung zur Vereinbarung von Familie und Beruf, Hilfen für Pflegefamilien usw.